# Guantanamera (pel·lícula)
Guantanamera és un llargmetratge cubà, producte d'una coproducció cubana, espanyola i alemanya. Va ser dirigida per Tomás Gutiérrez Alea i Juan Carlos Tabío.

## Argument
Yoyita, torna amb 67 anys a Guantánamo per visitar la seva neboda Gina i trobar-se amb Cándido, un antic amor de joventut. La sobtada mort de Yoyita provoca el viatge de Cándido, Gina i el seu marit Adolfo, funcionari de l'Estat, per transportar el cos de Yoyita seguint un nou pla estatal dissenyat per estalviar diners en el trasllat dels morts. Durant aquest viatge, una multitud de situacions còmiques i adversitats compliquen l'èxit de l'empresa. Els integrants de l'expedició es troben amb Mariano i Ramón, dos amics camioners amb els qui compartiran gairebé cada parada. Mariano és un antic estudiant de Gina que estava enamorat d'ella. L'inesperat retrobament de tots dos promet, sens dubte, emocions i aventures. Aquests viatges proveeixen una crítica dels problemes de Cuba.

## Fitxa artística
- Carlos Cruz (Adolfo)
- Mirtha Ibarra (Gina)
- Jorge Perugorría (Mariano)
- Raúl Eguren (Cándido)
- Pedro Fernández (Ramón)
- Luis Alberto García (Tony)
- Conchita Brando (Yoyita)
- Suset Pérez Malberti (Iku)
- Assenech Rodriguez (Grieving Woman)
- Louisa Pérez Nieto (Marilis)
- Idalmis Del Risco (Hilda)
- Ikay Romay (Wina)
- Mercedes Arnáez (Vivian)
- José Antonio Espinosa (Justo)
- Alfredo Ávila (Tirso)

## Premis
Medalles del Cercle d'Escriptors Cinematogràfics de 1995
| Categori             | Persona                                               | Resultat  |
| -------------------- | ----------------------------------------------------- | --------- |
| Millor guió original | Eliseo Alberto Tomás Gutiérrez Alea Juan Carlos Tabío | Guanyador |